# Lanark Highlands
Lanark Highlands – gmina (ang. township) w Kanadzie, w prowincji Ontario, w hrabstwie Lanark.
Powierzchnia Lanark Highlands to 1033,37 km².
Według danych spisu powszechnego z roku 2001 Lanark Highlands liczy 4795 mieszkańców (4,64 os./km²).